# Alejandro Cruz Rodríguez
Alejandro Cruz Rodríguez o Àlex Cruz (Mogán, Gran Canària, 17 de juny de 1990) és un futbolista que ocupa la demarcació de migcampista per l'esquerra. Actualment juga al Real Jaén Club de Futbol de la Segona Divisió B.

## Trajectòria
És un jugador format en el futbol base de la Unión Deportiva Vecindario. La temporada 2007/08 va realitzar una excepcional campanya amb el juvenil A del Vecindario que va quedar subcampió del grup sisè de Divisió d'Honor Juvenil el que li va valer per disputar la Copa del Rei de Juvenils, en la qual van tenir un bon fer eliminant al Reial Betis en vuitens de final i caient en cambres enfront del Rayo Vallecano per un gol de diferència en el resultat global.
La temporada 2008/09 va donar el salt al primer equip blanquinegro on va tenir una actuació important en l'equip. La temporada 2009/10 va fitxar pel Gimnàstic de Tarragona per 4 temporades en el qual serà el seu debut en Segona Divisió.
Després de temporada i mitja en el club tarragoní, és traspassat al Granada CF al mercat d'hivern del 2011. En aquesta mateixa temporada va aconseguir l'ascens amb el seu nou club.
L'estiu de 2011, seria cedit al CE Sabadell, recentment ascendit a Segona divisió. La temporada 2012/13 va tornar a ser cedit, aquesta vegada al UCAM Murcia de la Segona B espanyola.
En la següent temporada va ser fitxat per l'UE Llagostera, club amb el qual va aconseguir l'ascens a Segona Divisió. No obstant això no va renovar el seu contracte amb el club català incorporant-se a la plantilla del Burgos CF, també en Segona B.
Per a la temporada 2015/2016 fitxa pel Real Jaén Club de Futbol del grup IV de la Segona Divisió B.

## Clubs
Actualitzat el 2 de juliol de 2015
| Club                           | Temporada | Lliga   | Lliga | Copa    | Copa |
| Club                           | Temporada | Partits | Gols  | Partits | Gols |
| ------------------------------ | --------- | ------- | ----- | ------- | ---- |
| UD Vecindario                  | 2008-2009 | 33      | 5     | 0       | 0    |
| Gimnàstic de Tarragona         | 2009-2010 | 25      | 3     | 1       | 0    |
| Gimnàstic de Tarragona         | 2010-2011 | 19      | 0     | 1       | 0    |
| Granada CF                     | 2010-2011 | 7       | 0     | 0       | 0    |
| CE Sabadell (cessió) Espanya   | 2011-2012 | 12      | 0     | 0       | 0    |
| UCAM Murcia (cessió) Espanya   | 2012-2013 | 29      | 4     | -       | -    |
| UE Llagostera (cessió) Espanya | 2013-2014 | 24      | 3     | -       | -    |
| Burgos CF                      | 2014-2015 | 26      | 2     | -       | -    |
| Real Jaén CF                   | 2015-2016 | -       | -     | -       | -    |